# Казаков, Альберт Михайлович
Альберт Михайлович Казаков (1938—2000) — геолог, лауреат премии имени И. М. Губкина (2007).

## Биография
Родился 18 марта 1938 года в деревне Изовка Колыванского района Новосибирской области в семье служащего.
В 1952 году — закончил 7 классов неполной средней школы.
В 1956 году — окончил Новосибирский геолого-разведочный техникум, затем был направлен в Новосибирский трест «Совхозводострой», где получил должность сменного бурового мастера.
Служил в армии, после окончания срока армейской службы поступил на работу в СНИИГГиМС младшим техником.
В 1968 году — окончил заочный геолого-географический факультет ТГУ, работал геологом, старшим инженером.
В 1975 году — окончил заочную аспирантуру, защитив кандидатскую диссертацию, тема: «Стратиграфия и условия формирования мезозойских отложений юга Западно-Сибирской равнины», получил должность младшего, а затем и старшего научного сотрудника.
Ведущий научный сотрудник, был избран по конкурсу на должность заведующего сектором стратиграфии и палеонтологии мезозоя и кайнозоя.
В 1996 году — защитил докторскую диссертацию и был назначен на должность главного научного сотрудника.
Умер 29 декабря 2000 года. Похоронен на Заельцовском кладбище Новосибирска (квартал 52н).

## Научная деятельность
Один из ведущих специалистов по стратиграфии мезокайнозойских образований не только Западно-Сибирской равнины, но и Восточной Сибири.
Научная работа была связана главным образом с отделом стратиграфии и палеонтологии, в котором стратиграфы и палеонтологи вели свои исследования с учетом комплексных методов — литологии, палеонтологии, седиментологии, геофизики, палеогеографии, с применением ряда новейших методик расчленения и корреляции разрезов, направленных на восстановление деталей исторического развития земной коры в определённые геологические эпохи.
В 1968 году принимал участие в составлении Атласа литолого-палеогеографических карт СССР, а затем в обосновании новой копьевской свиты среднего олигоцена Западно-Сибирской низменности и в определении континентальных аналогов морского палеогена на юге Западно-Сибирской равнины.
Участвовал в составлении карты новейшей тектоники Западной Сибири, начал исследования, связанные с возрастным скольжением меловых свит. В тесном содружестве со своим первым научным руководителем в институте И. Г. Зальцманом в начале 1970-х гг. разрабатывал стратиграфическую основу мезозойских образований Кулундинской степи; вычленил Кулундинский железорудный район; дал первое представление об истории геологического развития и палеогеографии Кулундинской равнины в мезозое; установил зональность в строении её верхнемеловых и олигоценовых отложений.
В 1972 году установил главнейшие этапы формирования платформенного чехла южной части Западно-Сибирской низменности, охарактеризовал тектонические структуры мезокайнозойских образований этой территории. По содержанию его работ можно было сделать вывод о предпочтении им исследований, связанных с региональной геологией относительно меловых и кайнозойских образований, но уже во второй половине 1970-х гг. появились первые его наработки по триасовым отложениям севера Средней Сибири.
Совместно с другими специалистами разрабатывал проблему фаций тюменской свиты; выявлял стратиграфические признаки нефтегазоносности раннемезозойских бассейнов Сибири; проводил новую индексацию пластов группы «Ю» в нижнесреднеюрских отложениях Западной Сибири, основанную на более детальных исследованиях лито-стратиграфических комплексов; разрабатывал принципы региональной стратификации внутрирегиональных и окраинных бассейнов седиментации; определял последовательность формирования нефтегазоносных отложений нижней и средней юры Западно-Сибирской плиты, особое внимание обращая на Томскую область.
Включился и в разработку проблем, непосредственно связанных с поисками нефтегазоносных горизонтов и определением номенклатуры продуктивных пластов, обоснованием поисков залежей углеводородов в нижнесреднеюрских отложениях Западно-Сибирской плиты, обратив внимание и на глубинное строение земной коры и нефтегазогеологическое районирование.
Соавтор и редактор тома «Триасовая система» и автор тома «Юрская система» в двух крупных коллективных монографиях девятитомной серии «Стратиграфия нефтегазоносных бассейнов Сибири» (2000, 2002).
Автор и соавтор более 100 работ, значительно расширивших представление о строении мезозойских образований Сибири.
Член Ученого совета СНИИГГиМСа, заместитель председателя секции Ученого совета этого института по региональной геологии, член комиссии МСК по триасовой системе, член бюро и председатель мезозойской секции СибРМСК, член диссертационного совета Д 002.50.02 при ОИГГиМ СО РАН, заместитель председателя Западно-Сибирского филиала Научно-редакционного совета Роскомнедра, член производственной комиссии МК отдела стратиграфии и палеонтологии.

## Награды
- Премия имени И. М. Губкина (совместно с В. С. Сурковым, Л. В. Смирновым, за 2007 год, посмертно) — за монографию «Геологическое строение и нефтегазоносность нижней-средней юры Западно-Сибирской провинции»